# Borden Classic 1981
Il Borden Classic 1981 è stato un torneo di tennis giocato sul cemento. È stata l'8ª edizione del torneo, che fa parte del WTA Tour 1981. Si è giocato a Kyoto in Giappone, dal 12 al 18 ottobre 1981.

## Campionesse

### Singolare
Kathy Rinaldi ha battuto in finale  Julie Harrington con il punteggio di 6–1, 7–5

### Doppio
Marianne van der Torre /  Nanette Schutte hanno battuto in finale  Elizabeth Smylie /  Kim Steinmetz con il punteggio di 6–2, 6–4